# Karolina Zawiła
Karolina Zawiła, dawniej Karolina Błażej (ur. 21 listopada 1986) – polska lekkoatletka, skoczkini wzwyż i w dal.

## Kariera
Zawodniczka AZS-AWF Kraków czołowa skoczkini wzwyż, wielokrotna medalistka Mistrzostw Polski we wszystkich kategoriach wiekowych od 2008 nieprzerwanie na podium w rywalizacji seniorskiej. Trzykrotna złota medalistka mistrzostw Polski seniorów AZS w latach 2009 (Warszawa), 2011 (Łódź), 2012 (Łódź). W roku 2011 zajęła 8. miejsce podczas letniej Uniwersjady w Shenzhen oraz w zawodach superligi odbywających się w Sztokholmie na Stadionie Olimpijskim z całą reprezentacją 6. miejsce a indywidualnie uplasowała się na 7. miejscu. W 2015 w zawodach superligi w Rosyjskich Cheboksarach z całą reprezentacja zajęła 4. miejsce. Reprezentantka Polski w meczach międzypaństwowych.

## Osiągnięcia
| Rok  | Impreza                                 | Miejsce    | Konkurencja | Lokata      | Wynik |
| ---- | --------------------------------------- | ---------- | ----------- | ----------- | ----- |
| 2011 | Superliga drużynowych mistrzostw Europy | Sztokholm  | skok wzwyż  | 7. miejsce  | 1,80  |
| 2011 | Uniwersjada                             | Shenzhen   | skok wzwyż  | 8. miejsce  | 1,84  |
| 2013 | Igrzyska frankofońskie                  | Nicea      | skok w dal  | 7. miejsce  | 6,11  |
| 2015 | Superliga drużynowych mistrzostw Europy | Cheboksary | skok w dal  | 11. miejsce | 6,09  |

## Rekordy życiowe
- skok wzwyż – 1,91 (2011)[1]
- skok wzwyż (hala) – 1,86 (2010)
- skok w dal – 6,55 (2014)
- skok w dal (hala) – 6,42 (2015)